# Granjeno
Granjeno è un centro abitato degli Stati Uniti d'America situato nella contea di Hidalgo dello Stato del Texas.
La popolazione era di 293 persone al censimento del 2010. La città sorge sulle rive del Rio Grande, vicino al confine con il Messico. Granjeno fa parte delle aree metropolitane di McAllen-Edinburg-Mission e Reynosa-McAllen.

## Geografia fisica
Granjeno è situata a 26°08′18″N 98°18′13″W (26.138316, -98.303484). Si trova all'uscita dello svincolo della FM 494 e della Old Military Road, nel sud della contea di Hidalgo, circa quattro miglia a sud ovest di McAllen.
Secondo lo United States Census Bureau, ha un'area totale di 0,3 miglia quadrate (0,78 km²).

## Società

### Evoluzione demografica
Secondo il censimento del 2000, c'erano 313 persone, 93 nuclei familiari e 77 famiglie residenti nella città. La densità di popolazione era di 896,2 persone per miglio quadrato (345,3/km²). C'erano 107 unità abitative a una densità media di 306,4 per miglio quadrato (118,0/km²). La composizione etnica della città era formata dal 97,44% di bianchi, lo 0,32% di asiatici, l'1,92% di altre razze, e lo 0,32% di due o più etnie. Ispanici o latinos di qualunque razza erano il 99,36% della popolazione.
C'erano 93 nuclei familiari di cui il 46,2% aveva figli di età inferiore ai 18 anni, il 57,0% aveva coppie sposate conviventi, il 21,5% aveva un capofamiglia femmina senza marito, e il 17,2% erano non-famiglie. Il 17,2% di tutti i nuclei familiari erano individuali e l'11,8% aveva componenti con un'età di 65 anni o più che vivevano da soli. Il numero di componenti medio di un nucleo familiare era di 3,37 e quello di una famiglia era di 3,81.
La popolazione era composta dal 33,9% di persone sotto i 18 anni, il 10,2% di persone dai 18 ai 24 anni, il 28,8% di persone dai 25 ai 44 anni, il 15,3% di persone dai 45 ai 64 anni, e l'11,8% di persone di 65 anni o più. L'età media era di 30 anni. Per ogni 100 femmine c'erano 90,9 maschi. Per ogni 100 femmine dai 18 anni in giù, c'erano 80,0 maschi.
Il reddito medio di un nucleo familiare era di 19.423 dollari e quello di una famiglia era di 19.904 dollari. I maschi avevano un reddito medio di 16.705 dollari contro i 21.250 dollari delle femmine. Il reddito pro capite era di 9.022 dollari. Circa il 40,4% delle famiglie e il 51,5% della popolazione erano sotto la soglia di povertà, incluso il 71,7% di persone sotto i 18 anni e il 39,6% di persone di 65 anni o più.